# シャビエル・エスポット
シャビエル・エスポット・サモーラ（カタルーニャ語: Xavier Espot Zamora、1979年10月30日 - ）は、アンドラの政治家、裁判官。司法相を経て、2019年5月16日から首相を務める 。

## 経歴
スペインのバルセロナにあるESADEビジネス・スクールで法学の修士号を、ラモン・リュイ大学哲学部で人文科学の学士号を取得した。
2012年7月25日から2019年2月28日まで、ロサ・フェレル・オビオルスの後任として、アントニ・マルティ政権で社会・司法・内務相を務めた。2019年に総選挙の準備のため辞任し、総選挙後の5月16日に首相に就任した。
2023年9月11日、アンドラ国営ラジオのインタビューでゲイであることをカミングアウトした。